# Бирма (село)
Би́рма — село в Серышевском районе Амурской области, Россия. Входит в Лермонтовский сельсовет.
Основано в 1885 году. Название, вероятно, пришло из эвенкийского: «бириями» – река; другой вариант с искаженного эвенкийского: «бирая» – большая река.

## География
Село Бирма расположено к северу от пос. Серышево, на севере Серышевского района, на его административной границе с Мазановским районом.
Село Бирма стоит на левом берегу реки Бирма (левый приток Зеи).
Расстояние до районного центра пос. Серышево (через Павловку, Лермонтово, Ближний Сахалин и Украинку) — 58 км.
Расстояние до административного центра Лермонтовского сельсовета села Лермонтово — 18 км.

## Население
| 2002 | 2010 | 2012 | 2013 | 2014 | 2015 | 2016 |
| ---- | ---- | ---- | ---- | ---- | ---- | ---- |
| 67   | ↘48  | ↘46  | ↘41  | ↗45  | →45  | ↗47  |
| 2017 | 2018 |      |      |      |      |      |
| ↘44  | ↗45  |      |      |      |      |      |

## Инфраструктура
Сельскохозяйственные предприятия Серышевского района.